# City Tarif
City Tarif ist das erste Mixtape der Hamburger Rapperin Haiyti. Es erschien am 17. Februar 2016 zum kostenlosen Download und wurde später über das Label Katamaran Music wiederveröffentlicht.

## Produktion
Der Großteil des Mixtapes wurde von dem Musikproduzent AsadJohn produziert, der sieben Instrumentals beisteuerte. Gee Futuristic und Yung Nikki3000 produzierten zusammen zwei Lieder, während ein Beat von mdmx stammt.

## Covergestaltung

Agip-Logo

Das Albumcover zeigt das Logo des Tankstellenunternehmens Agip: ein schwarzer, feuerspeiender Hund mit sechs Beinen. Oben im Bild befindet sich der schwarze Schriftzug City und unten die Wörter Tarif sowie Haiyti, ebenfalls in Schwarz. Der Hintergrund ist komplett gelb gehalten.

## Gastbeiträge
Als einziger Künstler neben Haiyti ist der Berliner Rapper Frauenarzt auf dem Mixtape vertreten, der einen Gastauftritt beim Lied Club Money hat.

## Titelliste
| #  | Titel                 | Gastbeiträge | Produzent                      | Länge |
| -- | --------------------- | ------------ | ------------------------------ | ----- |
| 1  | Skit 1                |              |                                | 0:19  |
| 2  | Chicago               |              | AsadJohn                       | 1:27  |
| 3  | Pete Doherty          |              | AsadJohn                       | 3:18  |
| 4  | Club Money            | Frauenarzt   | AsadJohn                       | 3:53  |
| 5  | City Tarif            |              | AsadJohn                       | 3:12  |
| 6  | Festgenommen          |              | Gee Futuristic, Yung Nikki3000 | 3:40  |
| 7  | Skit 2                |              |                                | 0:05  |
| 8  | Runter von der Straße |              | Gee Futuristic, Yung Nikki3000 | 2:44  |
| 9  | Skit 3                |              |                                | 0:07  |
| 10 | Gigolo                |              | AsadJohn                       | 3:22  |
| 11 | Wie es ist            |              | AsadJohn                       | 3:33  |
| 12 | Griff in die Kasse    |              | mdmx                           | 2:28  |
| 13 | Quadro                |              | AsadJohn                       | 3:04  |

## Videos
Zu sechs Liedern des Mixtapes wurden Musikvideos veröffentlicht. So erschienen Videos zu Pete Doherty, City Tarif, Gigolo, Runter von der Straße und Runter von der Straße / Quadro.

## Rezeption
| Professionelle Bewertungen | Professionelle Bewertungen |
| -------------------------- | -------------------------- |
| Kritiken                   |                            |
| Quelle                     | Bewertung                  |
| laut.de                    | [ 2 ]                      |

Matthias Manthe von laut.de bewertete das Mixtape mit vier von möglichen fünf Punkten. Es habe „viel Abwechslung zwischen Gangsterballade und Clubbanger“ zu bieten, wobei Haiyti stets mit einer „aggressiven Hybris“ und „deutlich facettenreicher als der Kollegenkreis“ rappe. Die Produktionen seien „kontrastreich zwischen Vollgas und klebriger Synth-Sentimentalität“.
Auf rap.de wurde City Tarif ebenfalls positiv bewertet. Haiyti rappe „aggressiv, aber gleichzeitig unangestrengt“ und habe den „ein oder anderen Ohrwurm“ zu bieten, wobei besonders der Song Quadro gelobt wird, auf dem sie raptechnisch überzeuge. Der Sound sei „durchaus clubtauglich, aber dennoch individuell und kein kalkuliertes Party-Gedudel“. Mit „ihrem individuellen Rapstyle“ würde Haiyti polarisieren.
Von laut.de wurde das Mixtape auf Platz 5 der besten Hip-Hop-Alben des Jahres 2016 gelistet. Die Hip-Hop-Zeitschrift Juice wählte City Tarif auf Rang 4 ihrer Jahrescharts 2016.